# Valdivia
För andra betydelser, se Valdivia (olika betydelser).
Valdivia (Santa Maria la Blanca de Valdivia) är en stad i Chile och huvudstad i regionen Los Ríos. Folkmängden uppgår till cirka 150 000 invånare. Valdivia grundades 1552 av Pedro de Valdivia, därav namnet.
Staden ligger i en flodslätt som bryter genom bergskedjan Cordillera de la Costa och Valdivia utgör en viktig knutpunkt för vattenvägarna. Där förenas floderna Rio Cruces, Caucau, Valdivia och Calle-Calle.

## Den stora jordbävningen 1960
Vid den stora Jordbävningen i Valdivia 1960 med 9,5 på Richterskalan utsattes staden för stora materiella skador i den hittills kraftigaste jordbävning som registrerats i världen. Det bör påpekas av väldigt få personer dog, troligen inte mer än ca 3 000. Efter jordbävningen utsattes staden för ytterligare en allvarlig naturkatastrof, ett jordskred fördammade sjön Riñihue som föder en av Valdivias floder. Om dammen brast hotades hela staden försvinna, en liknande katastrof misstänkts ha hänt under 1500-talet. Flera hundra man fick arbeta med spade (grävmaskinerna körde fast i leran) för att gräva en kanal.

## Historia
Under den spanska kolonialtiden var staden en viktig strategisk punkt. Det var en av de få ställen man kunde hämta proviant efter att ha seglat genom Magellans sund. Det sades om den att den var "södra havets nyckel". På grund av det spanska väldets tidiga kollaps i södra Chile, låg staden isolerad från resten av kolonin. Dess enda infart var via havet. 1642 erövrades staden av Nederländerna för en kort period. Av rädsla för att detta kunde upprepas befästes staden så väl att det höll sjörövare borta för lång tid framöver.
Vid självständighetsförklaringen av den nya republiken Chile, höll Valdivia tillsammans med Chiloe fast vid den spanska kronan. Den inkorporerades till med våld 1821 då Lord Thomas Cochrane intog fästena vid kusten. Valdivia blev en av Chiles 8 provinser.
Senare under 1800-talet mottog staden flera skaror av tyska immigranter. Dessa satte fart på ekonomin och runt år 1920 var Valdivia tillsammans med Santiago och Valparaiso ett av landets främsta industricentra. Detta läge förändrades då de tyska kapitalen frystes samband till världskrigen. När jordbävningen 1960 sedan förstörde staden, var dess glanstid över. Staden var inte längre i stånd att vara regionhuvudstad och 1974 blev Puerto Montt regionhuvudstad. Staden kämpade för att bli regionhuvudstad igen i regionsprojektet XIV Region de los Rios och blev det den 3 oktober 2007.